# Renée O’Connor

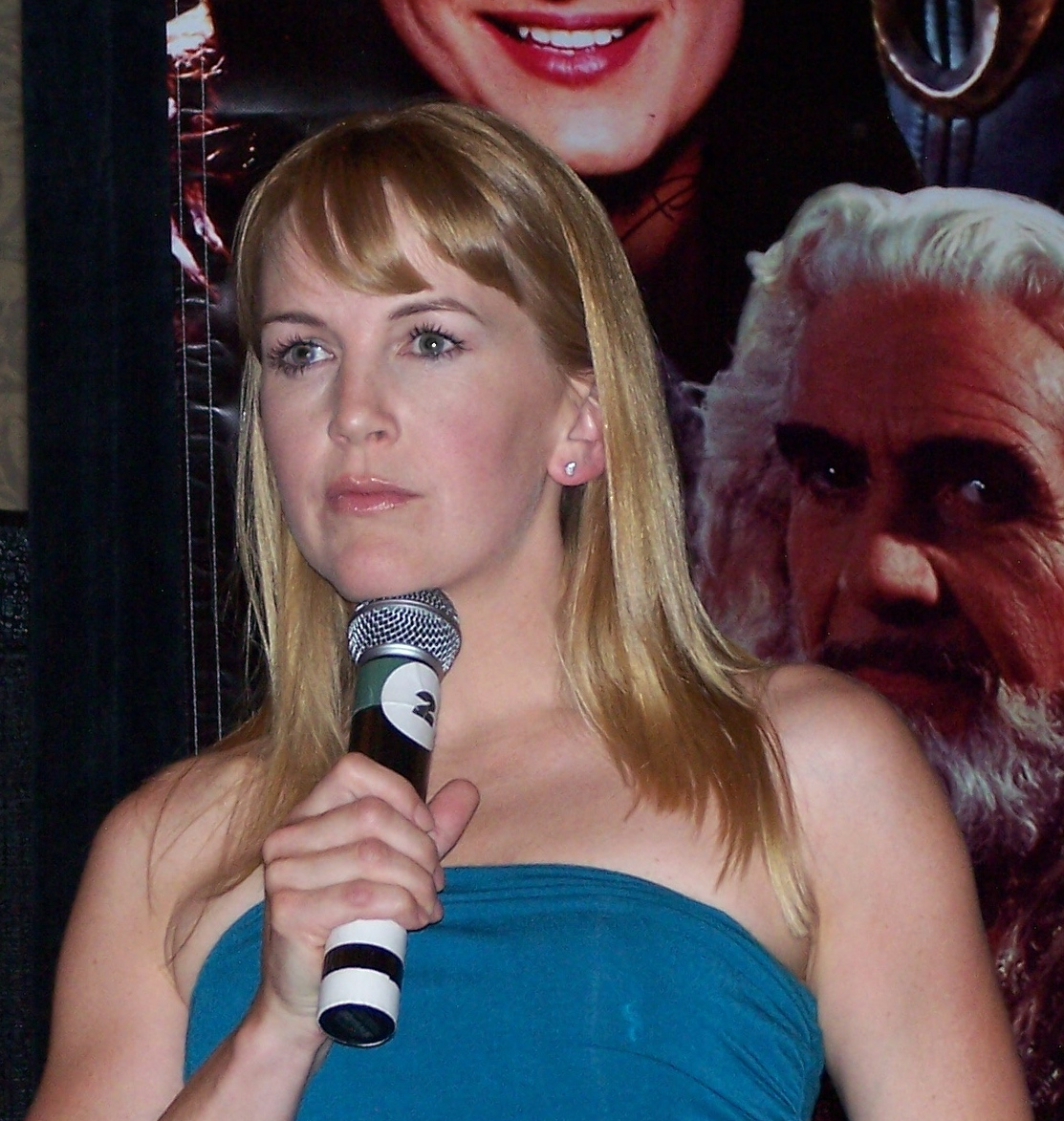
Renée O’Connor, 2007

Evelyn Renée O’Connor (* 15. Februar 1971 in Katy, Texas) ist eine US-amerikanische Schauspielerin und Regisseurin.

## Leben
Sie begann ihre Karriere mit Werbespots für McDonald’s und Auftritten im Mickey Mouse Club (1989).
Mit ihrem Auftritt in dem Film Darkman II – Durants Rückkehr (Darkman II: The Return of Durant) (1994) machte sie die Produzenten Sam Raimi und Robert Tapert auf sich aufmerksam, die ihr eine Rolle in dem Hercules-TV-Film Hercules und das vergessene Königreich (1995) gaben. Als nur wenig später die Hercules-Ablegerserie Xena – Die Kriegerprinzessin beschlossen wurde, erinnerten sich die beiden Produzenten erneut an Renée O’Connor und verpflichteten sie für die Rolle der Gabrielle.
Die Serie Xena – Die Kriegerprinzessin lief sechs Jahre lang erfolgreich im Fernsehen und machte Renée O’Connor weiter bekannt. Sie führte auch bei zwei Episoden der Serie Regie. 
Am 14. Oktober 2000 heiratete sie den Neuseeländer Steve Muir und brachte 2001 einen gemeinsamen Sohn zur Welt. 2005 ließ sie sich von Muir scheiden und war mit Jed Sura, einem US-amerikanischen Schauspieler, liiert, den sie 2017 heiratete. Aus dieser Beziehung ging eine Tochter hervor.

## Filmografie (Auswahl)

### Als Regisseurin
- 1999, 2001: Xena: Die Kriegerprinzessin (Fernsehserie, 2 Folgen)
- 2008: Diamonds and Guns
- 2010: Words Unspoken (Kurzfilm)
- 2011: Are You Kidding Me
- 2014: Broken Things

### Als Produzentin
- 2008: Diamonds and Guns
- 2010: Words Unspoken (Kurzfilm)
- 2011: Infinity (Kurzfilm)
- 2013: Stranded from an Island (Kurzfilm)
- 2014: The Usual (Kurzfilm)
- 2015: Last Chance (Fernsehfilm)
- 2017: Watch the Sky

### Als Darstellerin
- 1989: Teen Angel (Fernsehserie)
- 1989: Match Point (Fernsehfilm)
- 1990: Evil Blood
- 1991: Stone Cold – Kalt wie Stein (Stone Cold)
- 1991: Unter dem Regenbogen (Changes, Fernsehfilm)
- 1991: Junge Schicksale (ABC Afterschool Specials) (Fernsehserie, Folge Keine ideale Tochter)
- 1992: Top Secret – Aus den Giftschränken des FBI (FBI: The Untold Stories, Fernsehserie, drei Folgen)
- 1993: Die Abenteuer von Huck Finn (The Adventures of Huck Finn)
- 1993: Tödliche Fluten – Rettet unsere Kinder (The Flood: Who Will Save Our Children?, Fernsehfilm)
- 1993: New York Cops – NYPD Blue (NYPD Blue, Fernsehserie, eine Folge)
- 1993: Der Racheschwur (Sworn to Vengeance, Fernsehfilm)
- 1994: Hercules und das vergessene Königreich (Hercules and the Lost Kingdom, Fernsehfilm)
- 1995: Darkman II – Durants Rückkehr (Darkman II: The Return of Durant)
- 1995: Herz einer Unbeugsamen (Follow the River, Fernsehfilm)
- 1995: Rockford: Ende gut, alles gut (The Rockford Files: A Blessing in Disguise, Fernsehfilm)
- 1995–2001: Xena – Die Kriegerprinzessin (Xena: Warrior Princess, Fernsehserie, 134 Folgen)
- 1997–1999: Hercules (Hercules: The Legendary Journeys, Fernsehserie, fünf Folgen)
- 2000: Rubbernecking
- 2002: Mataku (Fernsehserie, eine Folge)
- 2004: One Weekend a Month (Kurzfilm)
- 2005: Alien Apocalypse (Fernsehfilm)
- 2007: Ghost Town: The Movie
- 2007: Boogeyman 2 – Wenn die Nacht Dein Feind wird (Boogeyman 2)
- 2008: Criminal Minds (Fernsehserie, eine Folge)
- 2008: Auf der Jagd nach der Monster Arche (Monster Ark, Fernsehfilm)
- 2008: Diamonds and Guns
- 2009: Bitch Slap
- 2010: Moby Dick
- 2010: Words Unspoken (Kurzfilm)
- 2011: Fitful
- 2011: Infinity (Kurzfilm)
- 2011: Jeremy Buck & the Bang: You Are a Star (Musik-Video)
- 2014: The Usual (Kurzfilm)
- 2015: Beyond the Farthest Star
- 2015: Last Chance (Fernsehfilm)
- 2016: Fitful: The Lost Director's Cut
- 2017: Eine Frage des Glaubens (A Question of Faith)
- 2017: Watch the Sky
- 2021: My Life Is Murder (Fernsehserie, 1 Folge)
- 2024: We Have Many Skills (Fernsehserie, 5 Folgen)